# Vs. (Pearl Jam)
"Vs." (Versus) is het tweede muziekalbum van de Amerikaanse rockband Pearl Jam en is in oktober 1993 uitgegeven. De verkoop van Vs. brak na uitkomst het Amerikaanse record van totaal aantal verkochte platen in de eerste week na vrijgave: bijna 1 miljoen exemplaren. Dit record bleef tot 1998 staan. Met de uitgave van Vitalogy in 1994 had Pearl Jam zelfs de twee snelst verkopende albums gemaakt. Tezamen met het enorme succes van het debuutalbum Ten maakte dit van Pearl Jam een van de grootste rock acts van de jaren'90. Vs. was succesvoller dan het in dezelfde periode uitgegeven album In Utero van Nirvana, waarmee de periode wordt gezien als waarin Pearl Jam de populariteit van Nirvana oversteeg. Vs. is in 2011 heruitgegeven.

## Achtergrond
Het album werd uitgegeven in een tijdperk dat de band op het hoogtepunt van de eigen roem was: Ten was al miljoenen keren verkocht, zanger Eddie Vedder stond op de voorkant van het Amerikaanse toonaangevende blad Time en de band stond op de voorkant van Rolling Stone.
Vs. werd geproduceerd door Brendan O'Brien en was het eerste album met drummer Dave Abbruzzese, die de band in 1991 was komen versterken (toen opnames voor Ten al waren afgerond). De opnames voor Vs. werden in de eerste helft van 1993 gedaan. In februari 1993 werkte de band in Seattle, in maart 1993 werd dit voortgezet in Nicasio, Californië.
De bandleden voelden de druk van het succesvolle debuutalbum Ten. Gitarist Mike McCready zei hierover in 2002: "The band was blown up pretty big and everything was pretty crazy" (De band was enorm opgeblazen en het was een grote gekte). Tegenstellingen binnen de band kwamen duidelijker naar voren; drummer Abbruzzese noemde de opnameplek in Californië een "paradijs", terwijl zanger Eddie vedder zei: "I fucking hate it here...I've had a hard time...How do you make a rock record here?" (Ik haat het hier. Het was moeilijk. Hoe kun je hier een rockplaat maken?).
Om de intensiteit van de opnames te behouden, sliep Vedder onder meer in zijn truck en de sauna van de opnamestudio. Achteraf zei Vedder over deze periode: "The second record, that was the one I enjoyed making the least...I just didn't feel comfortable in the place we were at because it was very comfortable. I didn't like that at all" (Het tweede album was het moeilijkst voor me om te maken. Ik voelde me niet lekker op de plek waar we waren omdat het erg comfortabel was. Daar hield ik niet van).
Achteraf heeft de band zeker de helft van de opgenomen nummers aangepast. Zanger Eddie Vedder was zo ongelukkig met bepaalde nummers, dat hij er niet meer naar kon luisteren.

## Albumtitel
De uiteindelijke titel van het album is diverse malen aangepast. Oorspronkelijk was het de bedoeling om het album Five Against One te noemen. Stone Gossard zei hier later over: "For me, that title represented a lot of struggles that you go through trying to make a record...Your own independence—your own soul—versus everybody else's". Het album werd eerst op het laatste ogenblik aangepast tot Pearl Jam, en daarna nog tot Vs. Hierover zei Vedder: "They were writing all these articles...Our band against somebody else's band. What the hell are they talking about? You know, don't try to separate the powers that be. We're all in this together". Deze titelaanpassingen heeft tot diverse uitgaves van het album geleid met verschillende titels.

## Commercieel succes
Het album kwam vanwege de exploderende verkopen in de eerste week logischerwijs op #1 binnen in de Amerikaanse Billboard 200 en bleef daar vijf weken staan. Het was de eerste #1-notering van Pearl Jam in de Verenigde Staten (ondanks de miljoenenverkopen van Ten heeft dit album nooit #1 bereikt in de Verenigde Staten). Vs. is inmiddels meer dan zeven miljoen keer in de Verenigde Staten verkocht.
Deze verkoopcijfers werden behaald ondanks het feit dat Pearl Jam had besloten commerciële promotieactiviteiten te beperken, inclusief het produceren van muziekvideo's en het geven van interviews en tv-optredens. Jeff Ament zei later hierover: "...We pulled back after the second record pretty hard...A lot of it had to do with being in the eye of the storm and not being able to think straight".
In de Nederlandse Album Top 100 was de derde plek de hoogste notering. De eerste notering voor Vs. was op 19 oktober 1993, en het album zou 46 weken in de lijst voorkomen.

## Singles
Van het album zijn uiteindelijk vier singles uitgegeven. De eerste was Go en de tweede single was Daughter. In 1994 werden Animal en Dissident uitgegeven.

## Stijl
Het album wordt als diverser en ruwer dan voorganger Ten gezien. De ruwere nummers zijn "Go", "Animal", "Blood", "Rearviewmirror" en "Leash". Er staan twee akoestische ballads op het album: "Daughter" en "Elderly Woman Behind the Counter in a Small Town". In een interview in 2002 zei Stone Gossard over het album: "We got our 'heavyosity' out on that record" (Ons zwaarder werk staat op dat album). Jeff Ament gaf aan: "When we made Vs., our second record, I remember thinking, 'Man, I wish our first record sounded like this.' I thought it was more direct, more powerful" (Toen we ons tweede album Vs. maakten dacht ik: "Man, ik wou dat ons eerste album zo had geklonken". Ik vond het meer direct en krachtiger).

## Thematiek
Op het album komen persoonlijke, sociale en politieke thema's aan bod. "Daughter" gaat over een kind dat door haar eigen ouders wordt mishandeld omdat ze haar beperkte leervermogen niet begrijpen. Dissident behandelt een vrouw die een politieke vluchteling opneemt. "Eldery Woman" gaat over een oude vrouw die haar hele leven in een kleine stad heeft doorgebracht.
"Glorified G" gaat over de wapencultuur in de Verenigde Staten en ontstond door een opmerking van Abruzzese dat hij twee wapens had gekocht. "W.M.A." werd geïnspireerd door een incident buiten de opnamestudio waar een donkere vriend van Vedder op een andere manier door de politie werd benaderd dan de blanke Vedder. Time Magazine schrijft over het nummer: "The song W.M.A. is a critique of an actual crime in which a black man named Malice Green was beaten to death with flashlights by Detroit police". (Het nummer W.M.A. is een kritisch nummer over een waargebeurde misdaad waarbij een donkere man genaamd Malice Green door de politie van Detroit met zaklampen werd doodgeslagen)
"Rearviewmirror" wordt door Vedder beschreven als "being in a car, leaving… a bad situation" (Met de auto een slechte situatie achterlaten) en Rats als het idee dat "rats are probably a hell of a lot more admirable than humans" (Ratten zijn waarschijnlijk meer bewonderingswaardig dan mensen). "Leash" betreft hetzelfde meisje waarover het Ten-nummer Why Go gaat. Vedder zei over Indifference dat het gaat over (een poging) iets te doen om levens van anderen beter te maken, ook al betekent dit door een hel te gaan.

## Reviews
Het Amerikaanse muziekblad Rolling Stone noemde de band "...explosive. Few American bands have arrived more clearly talented than this one did with Ten; and Vs. tops even that debut".
The Washington Post noemt het album "...a bit better, or at least more diverse, than its predecessor".

## Accolades
Tijdens de 1995 Grammy Awards was Daughter genomineerd voor 'Best Rock Performance by a Duo or Group with Vocal' en Go voor 'Best Hard Rock Performance'. Vs. was genomineerd voor 'Best Rock Album'.

## 1993/1994 Tour
Pearl Jam heeft een begeleidende tour in de Verenigde Staten gedaan met nadruk in 1993 op de westkust en in 1994 op de oostkust. Enkele nummers van het te volgen album Vitalogy werden voor het eerst tijdens deze tour gespeeld. Het optreden op 3 april 1994 in Atlanta werd live op de radio uitgezonden en later uitgegeven op drie verschillende CDs. Enkele dagen later werd Kurt Cobain dood gevonden. Ondanks de impact dat zijn overlijden had werd de tour afgerond. Na afloop van de tour begon Pearl Jam een (uiteindelijk verloren) rechtszaak tegen Ticketmaster omdat de band vond dat Tickermaster (vanwege een monopolietiepositie) aan prijsopdrijving deed. Mede door de boycot van Ticketmaster ging een voor de zomer van 1994 gepland tour niet door.

## Heruitgave 2011
In 2011 zijn de albums Vs. en Vitalogy geremasterd en uitgegeven in drie formaten: een Expanded Version, een Deluxe Edition (3 CDs) en een Limited Edition Collector's Boxed Set. Op de Expanded Version staan drie bonus tracks per album. Voor Vs. zijn dat Hold On, Cready Stomp en Crazy Mary. Voor Vitalogy zijn dat Better Man (gitaar en orgel), Corduroy (alternatieve versie) en Nothingman (demo). De Deluxe Edition is een bundeling van de geremasterde albums, de drie bonus tracks en het live-optreden op 12 april 1994 in Boston.
De Limited Edition Collector's Boxed Set wordt alleen via de website pearljam.com verkocht en bevat: de geremasterde albums Vs. en Vitalogy, de bonus tracks van beide albums, geremasterde lp's van beide albums, het live-optreden op 12 april 1994 in Boston (inclusief een exclusieve download), een cassettebandje met tributes en studio-opnames van collega-artiesten, een boekwerk van 80 pagina's met bijdrages van Eddie Vedder en Jeff Ament, en memorabilia.

## Composities
Alle teksten zijn geschreven door Eddie Vedder, alle muziek is geschreven door Dave Abbruzzese, Jeff Ament, Stone Gossard, Mike McCready en Vedder.
| 1.                 | Go                                               | 3:12 |
| 2.                 | Animal                                           | 2:49 |
| 3.                 | Daughter                                         | 3:55 |
| 4.                 | Glorified G                                      | 3:26 |
| 5.                 | Dissident                                        | 3:35 |
| 6.                 | W.M.A.                                           | 5:59 |
| 7.                 | Blood                                            | 2:50 |
| 8.                 | Rearviewmirror                                   | 4:44 |
| 9.                 | Rats                                             | 4:15 |
| 10.                | Elderly Woman Behind the Counter in a Small Town | 3:15 |
| 11.                | Leash                                            | 3:09 |
| 12.                | Indifference                                     | 5:02 |
| Totale duur: 46:17 |                                                  |      |